# Хиждеу, Болеслав Фаддеевич
Болеслав Фаддеевич Хиждеу (20 декабря 1812, Мизюринцы, Кременецкий уезд, Волынская губерния — 14 марта 1886, Хакинг, Австрия) — русский писатель, фольклорист и переводчик. Брат Александра Хиждеу.

## Биография
Родился в волынском селе Мизюринцы (ныне в Тернопольской области Украины). Его отец, Фаддей Иванович (Иоанович) Хиждеу (1769—1835), сын Иоана Хиждеу и Маргариты Пиоркушевской, родом из Польши, писал стихи на польском языке и по отцовской линии происходил из молдавского боярского рода. Во время службы в австрийской армии на Волыни он познакомился с местной еврейкой, после крещения Валерией Хризантовной Хиждеу (ум. 1860), оставил первую жену и сына, и осел в Мизюринцах. Фаддей Хиждеу перевёл на польский язык два тома пьес Августа фон Коцебу. После присоединения Бессарабского края к России ему удалось доказать своё дворянское происхождение и приобрести два участка земли под Хотином.
С 1822 года Болеслав Хиждеу вместе со старшим братом учился в благородном пансионе при Кишинёвской духовной семинарии. Работал канцелярским служащим в Кишинёве, Новоселице и Хотине. В 1835 году дебютировал в газете «Молва». Особенно интересовался местными бессарабскими легендами, которые в собственных пересказах с молдавского и украинского языков публиковал главным образом в «Одесском вестнике».
В 1835 году вышли его повести на бессарабском фольклорном материале «Дабижа» и «Гинкул», затем рассказы «Гетман Куницкий» и «Бужор». Повесть «Дабижа. Молдавская быль XVII века» была напечатана также в столичном журнале «Сын Отечества» (№ 1, 1838). В журнале «Телескоп» (№ 5, 1835) опубликовал очерк «Григорий Варсава Сковорода». В 1842 году вместе с братом опубликовал книгу «Три молдавские легенды». Собранные им фольклорные материалы вошли в публицистические работы «Суеверие молдавского народа», «Свадьба у бессарабских крестъян», «Предрассудки и колдовство молдаван». Опубликовал один из ранних очерков о ксилофонисте-виртуозе М.-И. Гузикове (Иосиф Гузиков: биографический очерк // Одесский вестник, 1844. № 77. С. 385—386).
Последние годы жизни провёл под Веной.
Сводный брат — полковник русской армии Фаддей Гиждеу (1806—?), участник русско-турецкой войны 1828 года, кавалер ордена Святого Георгия IV (1836).